# گوئن عنکبوتی
گوئن عنکبوتی (به انگلیسی: Spider-Gwen) (که همچنین با نام‌های زن عنکبوتی و گوست اسپایدر نیز شناخته می‌شود) با نام اصلی گوئن استیسی یک شخصیت خیالی ابرقهرمان در کتاب‌های کمیک منتشر شده توسط مارول کامیکس است. او توسط جیسون لاتر و رابی رودریگز ساخته شده‌است. این شخصیت برای اولین بار در شماره ۲ سری کمیک مرز دنیای عنکبوتی حضور پیدا کرد که بخشی از داستان دنیای عنکبوتی بود. این شخصیت در اولین حضورش بسیار محبوب شد که این باعث شد مارول از سال ۲۰۱۵ کمیک اختصاصی این شخصیت را منتشر کند.
گوئن عنکبوتی یک نسخه موازی از گوئن استیسی دنیای اصلی (۶۱۶) که یکی از معشوقه های مرد عنکبوتی در کنار  مری جین واتسون و گربه سیاه است به حساب می اید. او اهل زمین دنیای شماره ۶۵ است، جایی که گوئن استیسی توسط یک عنکبوت رادیواکتیو گاز گرفته شده و به جای پیتر پارکر تبدیل به زن عنکبوتی می‌شود و پیتر پارکر این زمین موازی که معشوقه او است نیز تبدیل به لیزارد این زمین موازی شده و میمیرد (در واقع کشته شدن پیتر همچون کشته شدن عمو بن باعث میشود تا گوئن به یک قهرمان تبدیل شود).(در زمین اصلی دکتر کانرز  همان لیزارد است) این شخصیت همچنین باید با دشمنان مختلف، شامل نسخه زمین ۶۵ از مت مورداک و فرانک کسل مبارزه کند. که با نسخه زمین ۶۱۶ شان(مت مورداک/دردویل و فرانک کسل/پانیشر) متفاوت هستند. گوئن عنکبوتی همچنین با مایلز مورالز(مردعنکبوتی دنیای ۱۶۱۰ ملقب به دنیای نهایی مارول) رابطه عاشقانه دارد. او با واکنش‌های مثبتی از سوی منتقدان همراه بود، و آن‌ها از طراحی خود به عنوان یک انتخاب محبوب برای  کازپلی و یک دیدگاه فمینیستی تحسین کردند. برای ارتقاء، چندین نسخه دیگر از شخصیت همراه با کالا توسعه یافته. او همچنین در مجموعه تلویزیونی‌های انیمیشنی و در چندین بازی ویدیویی به عنوان شخصیت قابل کنترل حضور پیدا کرده‌است.
برایس دالاس هاروارد نقش شخصیت گوئن استیسی را در فیلم مرد عنکبوتی ۳ (۲۰۰۷) ایفا کرده‌است، همچنین اما استون در فیلم‌های بازراه‌اندازی این مجموعه شامل مرد عنکبوتی شگفت‌انگیز (۲۰۱۲) و دنبالهٔ آن مرد عنکبوتی شگفت‌انگیز ۲ (۲۰۱۴) این نقش را بازی نموده‌است. هیلی استاینفلد نیز در فیلم سینمایی انیمیشنی مرد عنکبوتی: به درون دنیای عنکبوتی (۲۰۱۸) و مرد عنکبوتی: در میان دنیای عنکبوتی (۲۰۲۳) صداپیشه این شخصیت بود. او در اسپین آفی که قرار است، زن‌ عنکبوتی را در بر گرفته نیز این صداپیشگی را تکرار کند.

این تصویر پوستر دوم فیلم مرد عنکبوتی: به درون دنیای عنکبوتی با عکس شخصیت گوئن عنکبوتی با صداپیشگی هیلی استاینفلد است. این فیلم اولین حضور سینمایی این شخصیت است و نقش او برای اولین بار در تریلر دوم فیلم ظاهر شد.